# Armigeres
Armigeres (лат.) — ориентальный род кровососущих комаров из подсемейства Culicinae и трибы Aedini. Включает 58 видов.

## Внешнее строение
Хоботок толстый сжатый с боков, на конце он подогнут вниз. Затылок с прилегающими чешуйками. Парные присоски (пульвиллы) на лапках отсутствуют. Коготки на лапках обычно, зубчатые. Крылья сверху, как правило, покрыты узкими чешуйками. У самок длина щупиков достигает трети длины хоботка. Самцы легко идентифицируются по окраске брюшка и строению копулятивных органов.

## Биология
Личинки найдены в упавших кокосовых плодах с отверстиями, проделанными мелкими млекопитающими, крысами или тупайами. В одном плоде могут развиваться несколько близкородственных видов. Комары являются переносчиками филяриозов.

## Распространение
Ареал рода охватывает Южную и Юго-Восточную Азию, Австралию, Японию, Тайвань и Китай.

## Систематика
Род Armigeres включают в трибу Aedini подсемейства Culicinae. Этот род объединяет 58 видов, разделяемых на два подрода Armigeres и Leicesteria.
Подрод Armigeres Theobald, 1901
- Armigeres alkatirii Toma, Miyagi & Syafruddin, 1995
- Armigeres apoensis Bohart & Farner, 1944
- Armigeres aureolineatus (Leicester, 1908)
- Armigeres azurini Basio, 1971
- Armigeres baisasi Stone & Thurman, 1958
- Armigeres bhayungi Thurman & Thurman, 1958
- Armigeres breinli (Taylor, 1914)
- Armigeres candelabrifer Brug, 1939
- Armigeres confusus Edwards, 1915
- Armigeres conjungens Edwards, 1914
- Armigeres denbesteni Brug, 1925
- Armigeres durhami (Edwards, 1917)
- Armigeres ejercitoi Baisas, 1935
- Armigeres fimbriatus Edwards, 1930
- Armigeres foliatus Brug, 1931
- Armigeres giveni Edwards, 1926
- Armigeres hybridus Edwards, 1914
- Armigeres joloensis (Ludlow, 1904)
- Armigeres jugraensis (Leicester, 1908)
- Armigeres kesseli Ramalingam, 1987
- Armigeres kinabaluensis Ramalingam, 1972
- Armigeres kuchingensis Edwards, 1915
- Armigeres lacuum Edwards, 1922
- Armigeres laoensis Toma & Miyagi, 2003
- Armigeres maiae (Edwards, 1917)
- Armigeres malayi (Theobald, 1901)
- Armigeres manalangi Baisas, 1935
- Armigeres maximus Edwards, 1922
- Armigeres milnensis Lee, 1944
- Armigeres moultoni Edwards, 1914
- Armigeres obturbans (Walker, 1859)
- Armigeres pallidabdomen Dong, Zhou & Gong, 2004
- Armigeres pallithorax Dong, Zhou & Dong, 2004
- Armigeres papuensis Peters, 1963
- Armigeres sembeli Toma & Miyagi, 2002
- Armigeres seticoxitus Luh & Li, 1981
- Armigeres setifer Delfinado, 1966
- Armigeres subalbatus (Coquillett, 1898)
- Armigeres theobaldi Barraud, 1934
- Armigeres yunnanensis Dong, Zhou & Dong, 1995

Подрод Leicesteria Theobald, 1904
- Armigeres lepidocoxitus Dong, Zhou & Dong, 1995
- Armigeres longipalpis (Leicester, 1904)
- Armigeres magnus (Theobald, 1908)
- Armigeres menglaensis Dong, Zhou & Dong, 2002
- Armigeres omissus (Edwards, 1914)
- Armigeres pectinatus (Edwards, 1914)
- Armigeres pendulus Edwards, 1914
- Armigeres traubi Macdonald, 1960
- Armigeres vimoli Thurman & Thurman, 1958
- Armigeres annulipalpis (Theobald, 1910)
- Armigeres annulitarsis (Leicester, 1908)
- Armigeres balteatus Macdonald, 1960
- Armigeres cingulatus (Leicester, 1908)
- Armigeres dentatus Barraud, 1927
- Armigeres digitatus (Edwards, 1914)
- Armigeres dolichocephalus (Leicester, 1908)
- Armigeres flavus (Leicester, 1908)
- Armigeres inchoatus Barraud, 1927